# 東京ステーションホテル
- JR東日本ホテルズ > 東京ステーションホテル
- 日本ホテル > 東京ステーションホテル
- 東京駅 > 東京ステーションホテル

東京ステーションホテル（とうきょうステーションホテル、英: The Tokyo Station Hotel）は東京駅丸の内側駅舎で営業しているホテル。ホテル部分の駅舎建物は赤レンガ造りで辰野金吾の設計。1915年（大正4年）完成、創業。1933年（昭和8年）12月27日に鉄道省の直営となるも、現在は民営で、メトロポリタンホテルズと同じくJR東日本ホテルズ（JR東日本ホテルチェーン）に属している。

## 歴史
東京駅の駅舎は1914年（大正3年）12月20日に東海道本線の起点として開業した。東京ステーションホテルは、ホテル設置の是非をめぐって議論があったことから工事が遅れ、翌1915年（大正4年）11月2日に開業した。当初は築地精養軒に営業が委託された。関東大震災で精養軒の築地の店が焼失し経営が悪化したため、ステーションホテルのサービス体制も悪化し問題となったことから、1933年（昭和8年）10月末日限りで精養軒への委託解除となった。その後、鉄道省自らがてこ入れを行い、同年12月27日に東京鉄道ホテルとして再開業した。
建設時は3階建てでドーム状の屋根があったが、1945年5月25日 に連合国軍のボーイングB-29爆撃機による焼夷弾爆撃により炎上、屋根部分が破壊された。一時的に仮設のベッドなどを入れて営業した時期もあった。大戦後、丸の内駅舎の修復工事が行われ、ドーム部分は八角形の屋根に葺き替えられ、建物本体も2階建てとなった。これによりホテルは3階部分の客室を失ったが、ドーム部分のみ3階客室が残された。GHQの意向で国鉄によるホテル直営が認められなかったため、日本交通公社に委託して運営を再開する方向となった。ところが、日本交通公社に対する国鉄乗車券の発券手数料の支払いに関してGHQが削減を要求したため日本交通公社の経営問題が発生し、ホテル経営どころではなくなったことから、1950年に運営会社として日本ホテル株式会社が設立された。またホテルの名前も東京ステーションホテルに再び戻されることになった。
日本ホテルは長らく東京ステーションホテルのみを運営する会社であったが、1998年にホテルメッツ津田沼、2002年にホテルメッツかまくら大船も運営するようになった。2005年4月にJR東日本系列のホテル運営会社3社（日本ホテル、ホテルメトロポリタン、ホテルエドモント）が合併し、経営所有は日本ホテル株式会社（存続会社のホテルメトロポリタンを商号変更）となっている。また、運営会社は分離され、東京ステーションホテル運営会社は株式会社東京ステーションホテルとなったが、2007年4月、日本ホテル（株）が（株）東京ステーションホテル他2社のホテル運営子会社を吸収合併し、ホテル所有と運営が一本化された。
2003年、このホテルを含む赤レンガ駅舎は重要文化財に指定された。なお、当該建物は当初2011年度末完成予定にて東京駅開業当初の姿への保存復原及び耐震補強工事が行われる事となり、これに伴いホテルは2006年3月31日に営業休止。諸事情により当初想定より工期が遅れたものの、2012年10月1日に保存復原工事完成を受け、10月3日に同所にて営業を再開した。

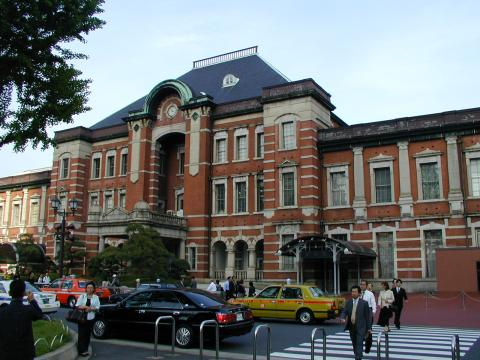
東京駅　丸の内側駅舎（復原工事前）
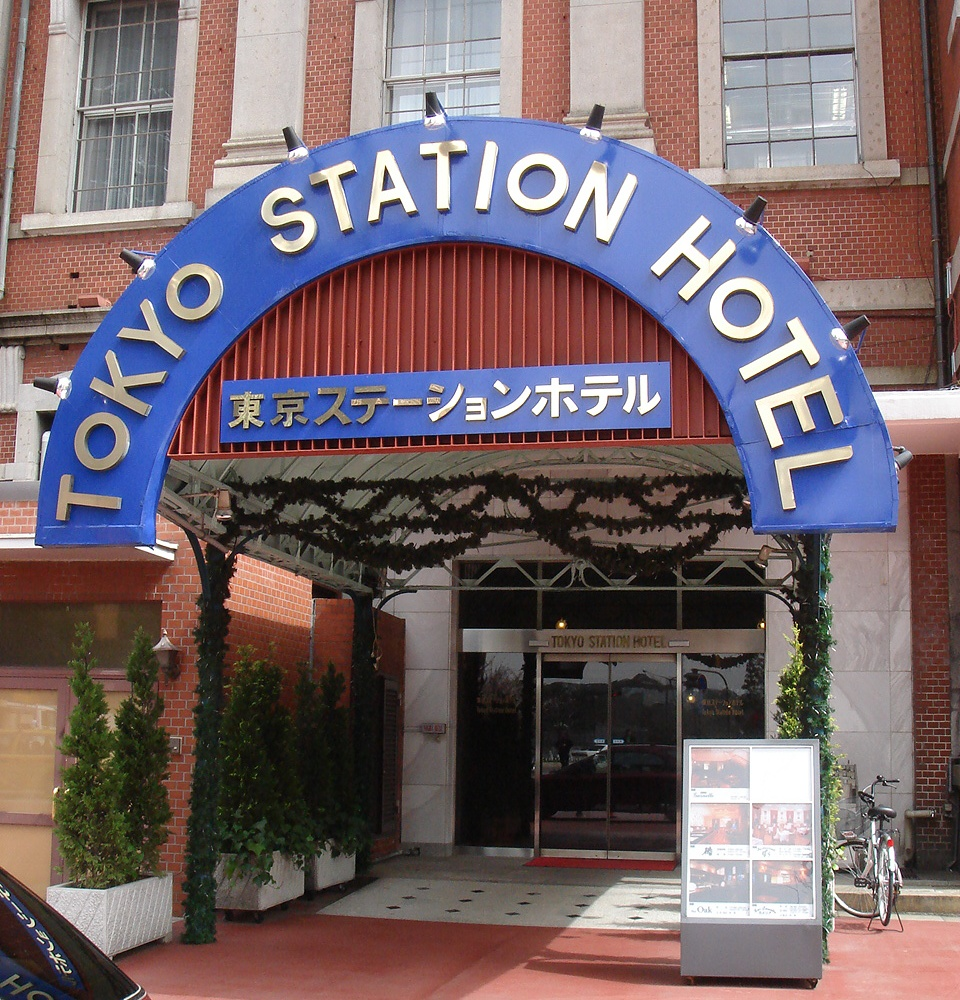
休止前の東京ステーションホテル入口
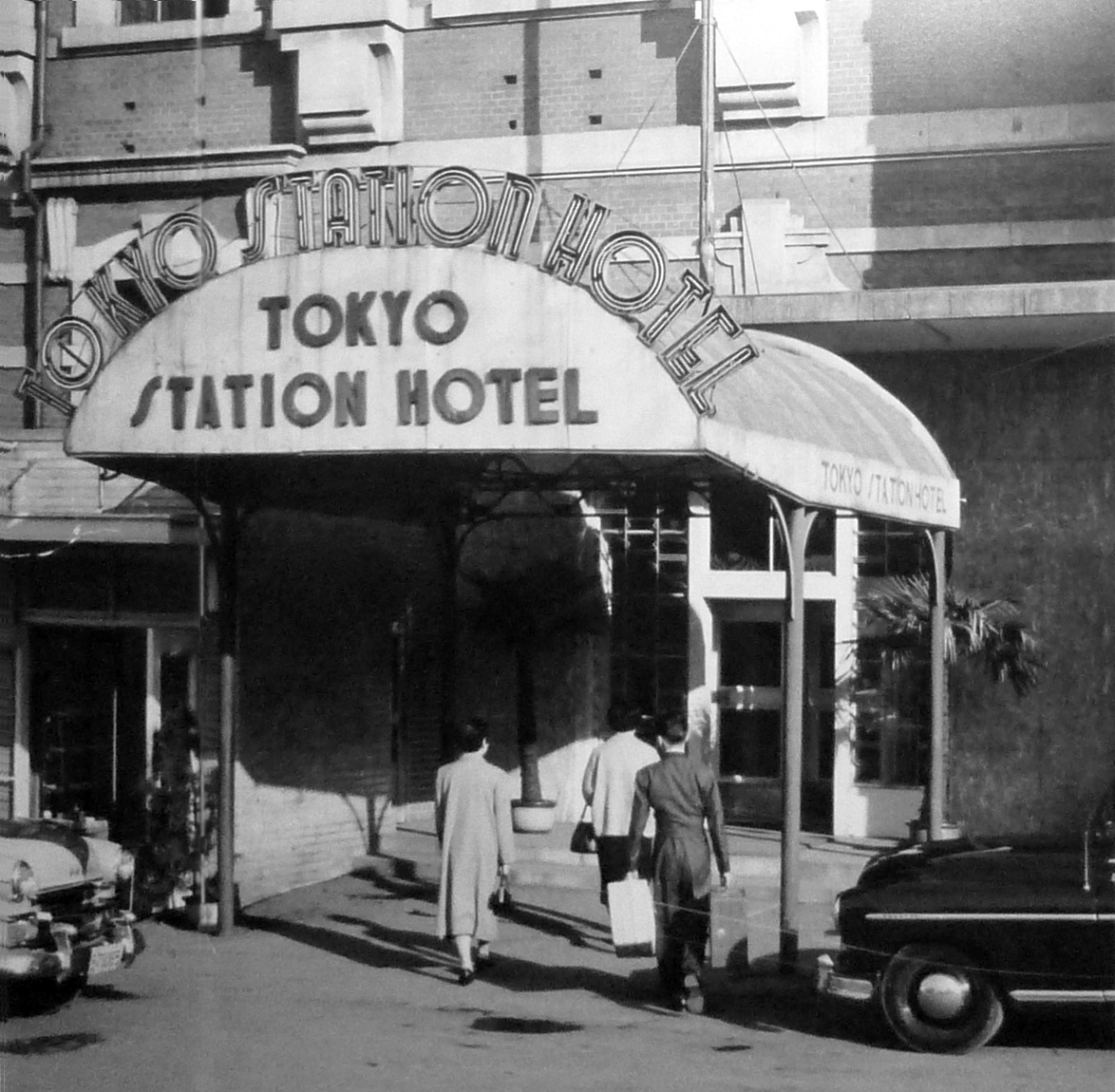
東京ステーションホテル入口、昭和25年
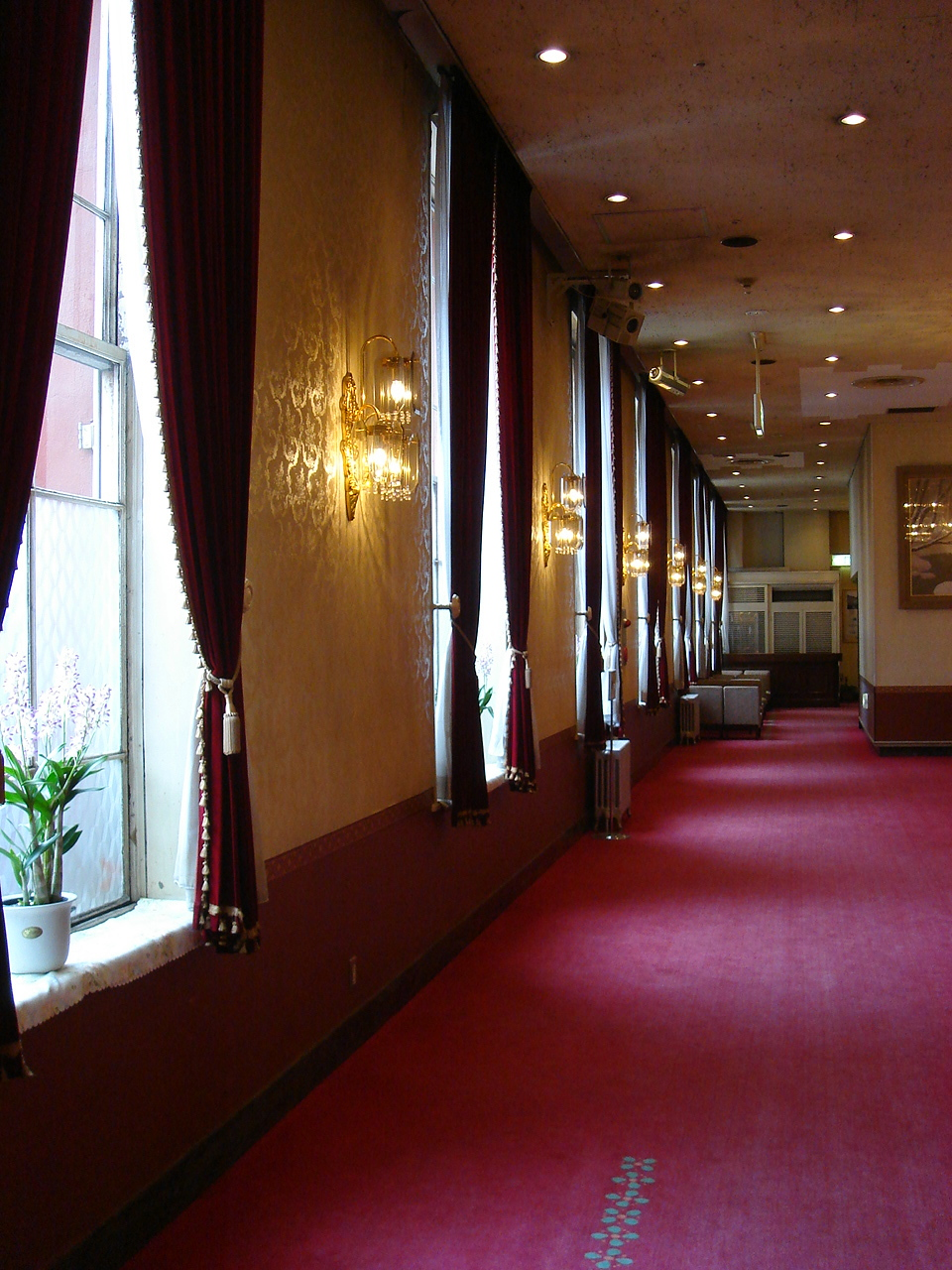
休止前の東京ステーションホテル内部
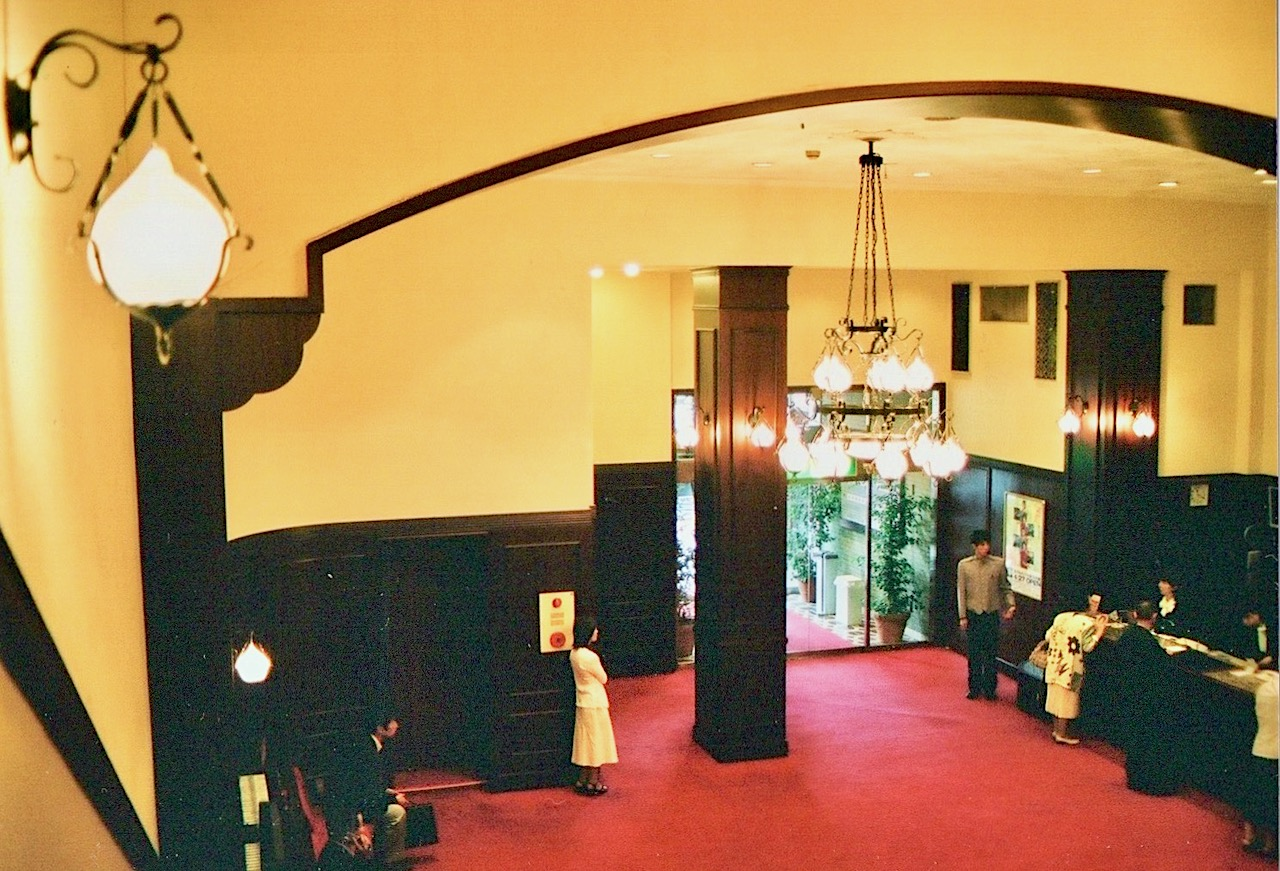
休止前の東京ステーションホテルのロビー
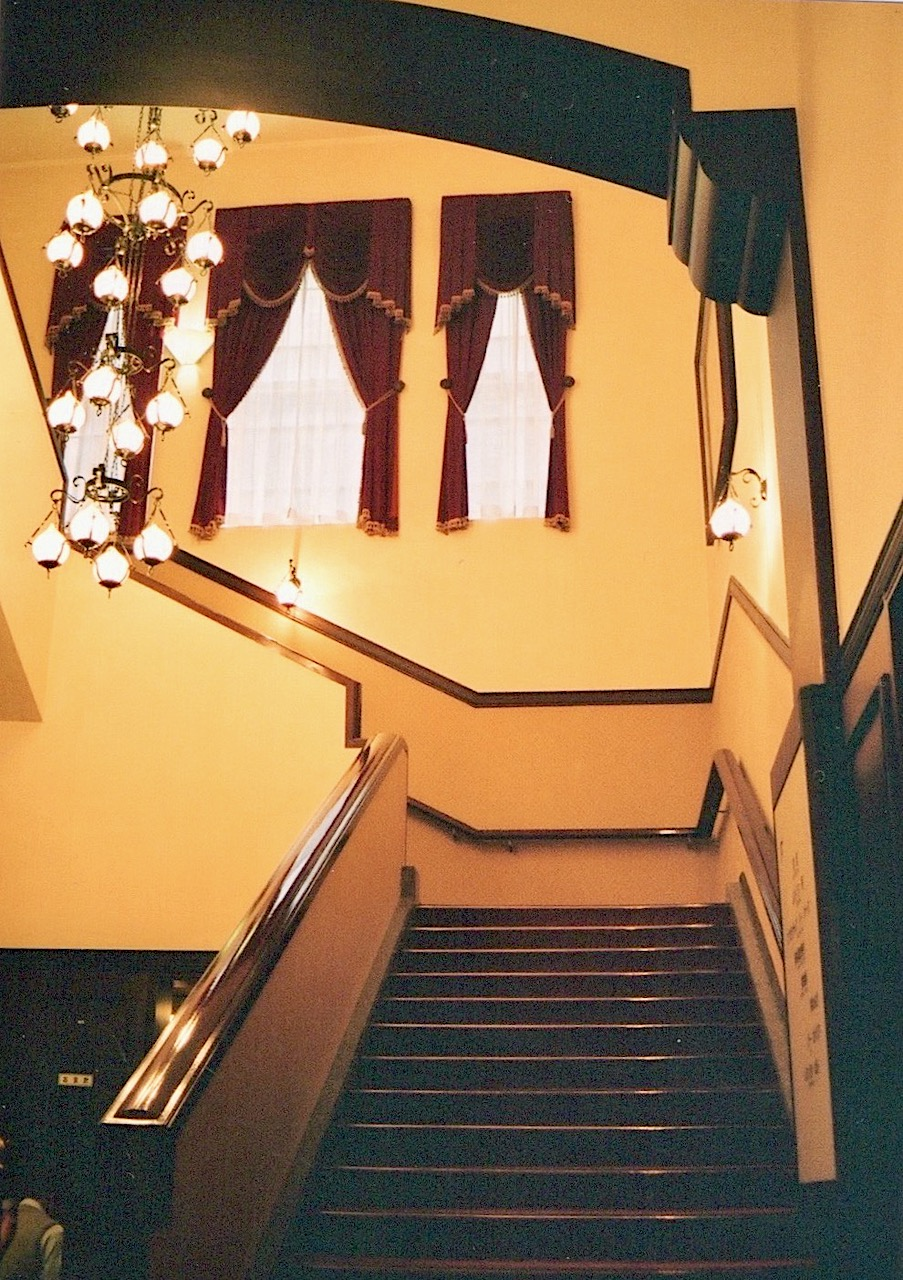
休止前の東京ステーションホテルの正面階段
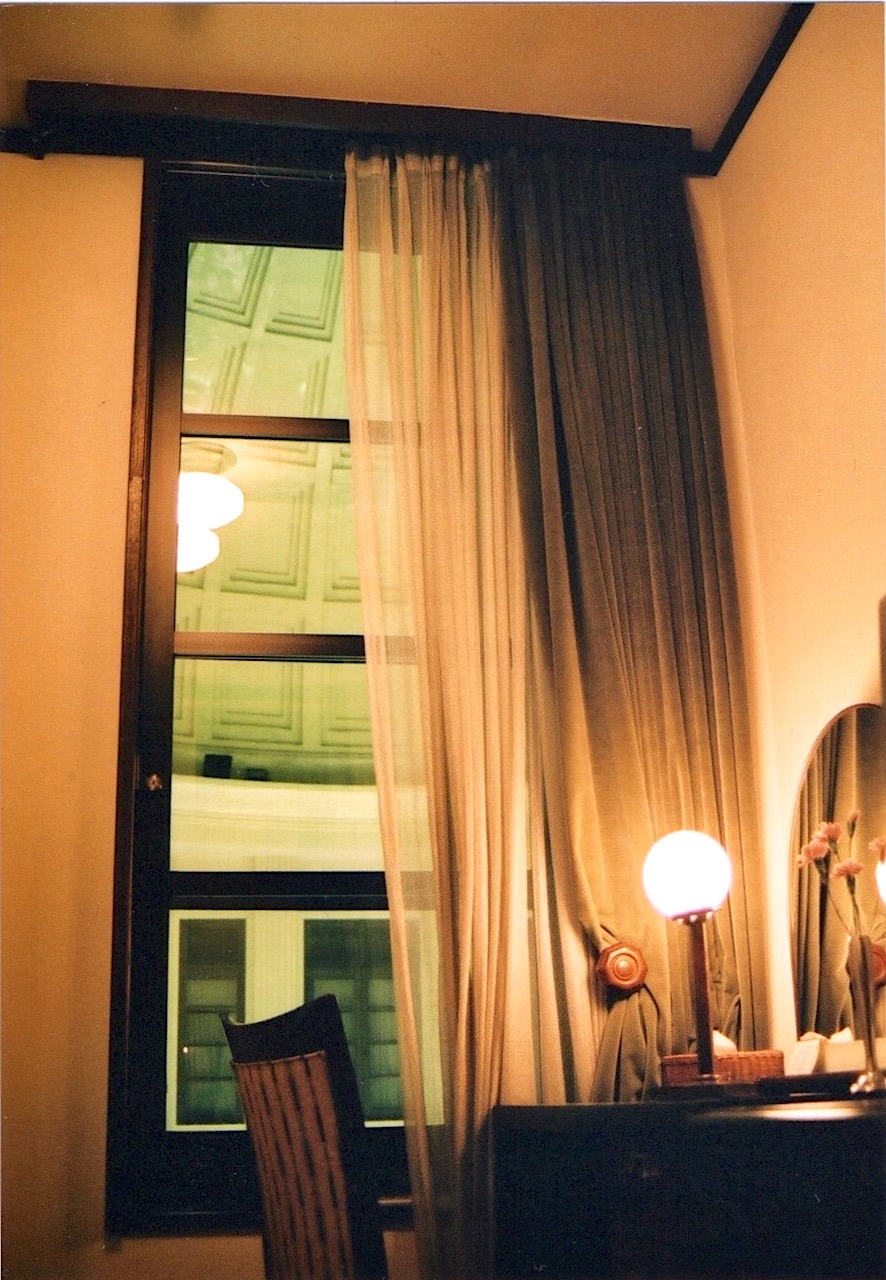
休止前の東京ステーションホテル客室（ドームサイド）

## 改装後の東京ステーションホテル
東京駅改装後に営業を再開した東京ステーションホテルは休館前に58室だった客室が150室と増え、ラグジュアリーホテルとして質も大きく向上した。改装された丸の内駅舎43,000平方メートルのうちホテルは20,800平方メートルと丸ノ内駅舎の半分近くを占め、駅舎の3階部分の大半と4階の一部はほとんどがホテルの客室で、2階にも客室の一部、1階と地下にはホテル宴会場が入っている。東京駅南北のドームの中心の空間を駆り囲むように客室が配置されたドームサイドが28室、駅舎の丸の内側に面して並ぶパレスサイド81室、他にクラシックタイプ29室や室内二階建てのメゾネット7室、スイート4室、ロイヤルスイート1室の合計150室。
2012年時点では、最も宿泊料の高い部屋であるロイヤルスイートは173平方メートルで一泊808,500円、メインのパレスサイドは26-58平方メートルで35,805-76,230円、最安値でも23平方メートルのクラシックタイプで30,030円（消費税サービス料込み、宿泊税別）。料飲店は計10店。メインダイニングは「ブランルージュ」70席+個室3室計26席、他ティーラウンジ・バーアンドカフェ・バーのホテル直営が計4店、寿司店や日本料理、焼鳥店、中国料理、イタリア料理、喫茶などテナントが6店である。宴会場は3室で同じグレード・規模のホテルと比べると宴会部門の比率は少ない。売り上げ構成では宿泊部門が50%と多く、料飲店直営部門が20%、テナント収入が10%、宴会部門が20%となっている。宴会場が少ないため同業他社で多い婚礼需要は多くはないが、東京駅内という立地の良さから法人需要や同窓会需要が多い。ホテル従業員は約165人と同じグレード・同規模の他ホテルと比べると半分程度の少人数で運営している。しかし、当初の予想以上の開業効果があり従業員数については少なすぎるとしてグループホテルからの支援を受けており増員の可能性を総支配人は話している。
2016年にはアメリカの経済紙フォーブスが発表するトラベルガイドで4つ星を獲得している。

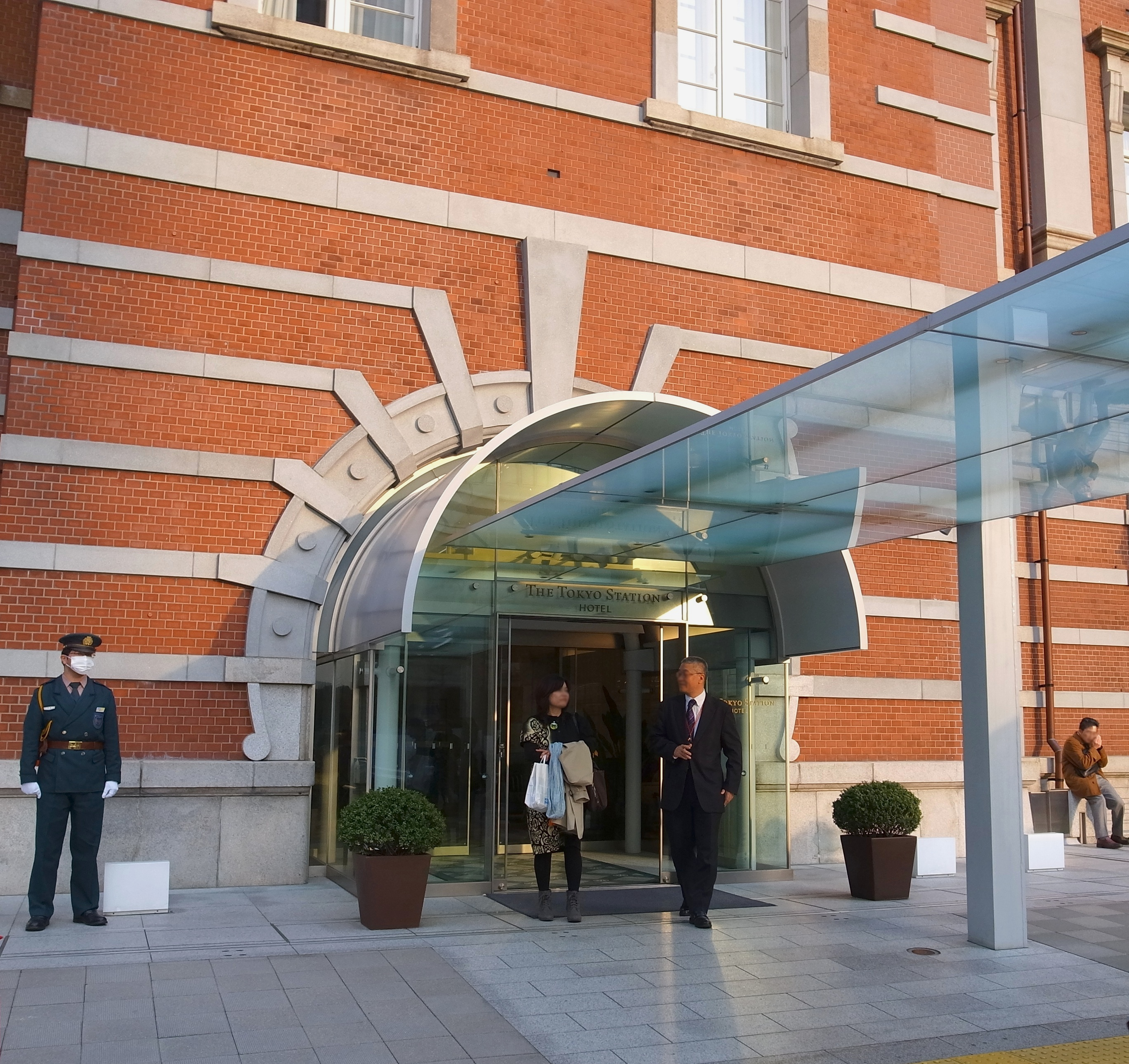
ホテル入口（2015年）
ロビー、奥のレセプションを見る（2012年10月4日撮影）
ロビーからロビーラウンジを見る（2012年10月4日撮影）
ロビーラウンジ（2012年10月4日撮影）
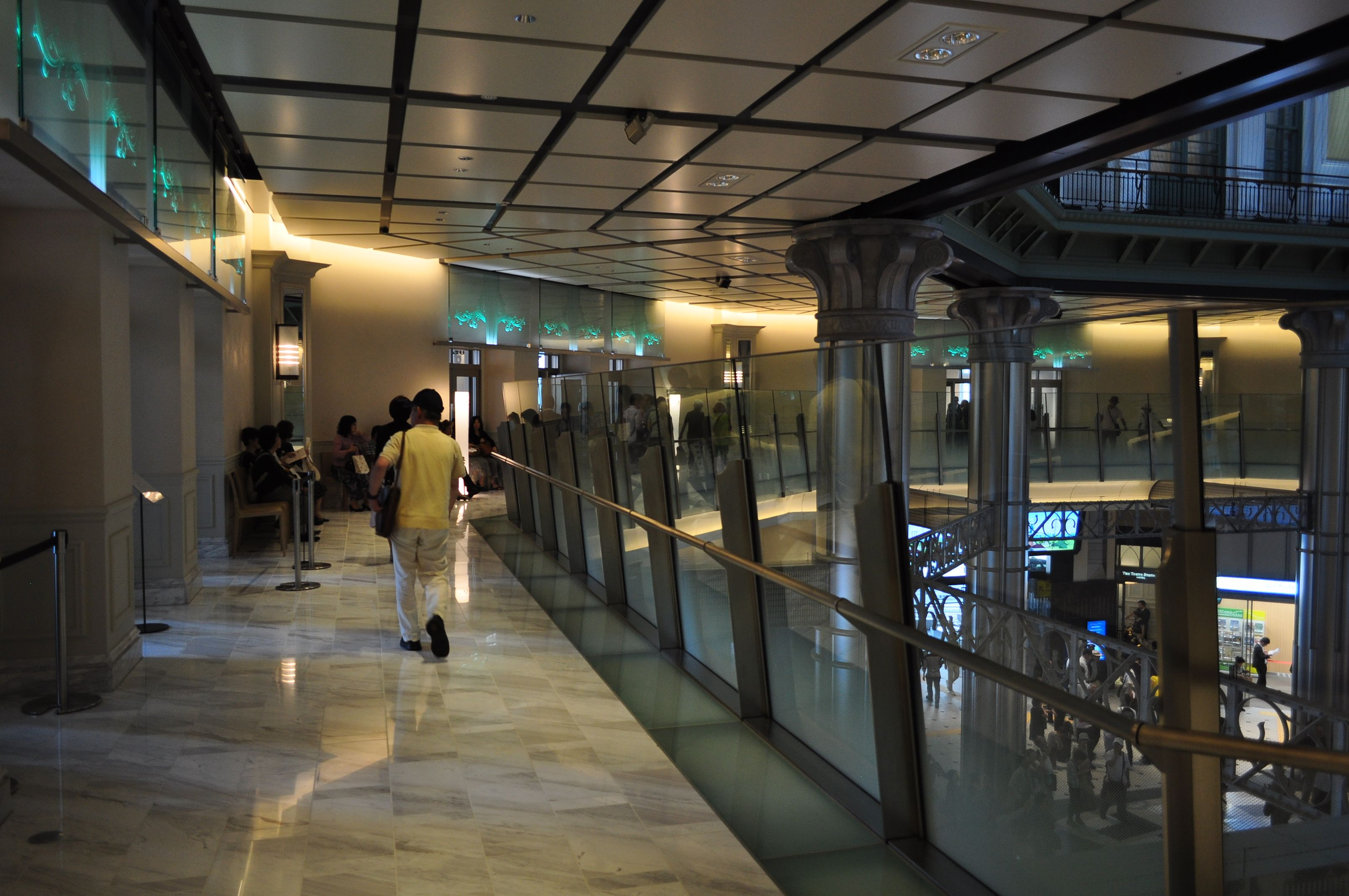
2階、レストランと客室間の廊下（2012年10月4日撮影）
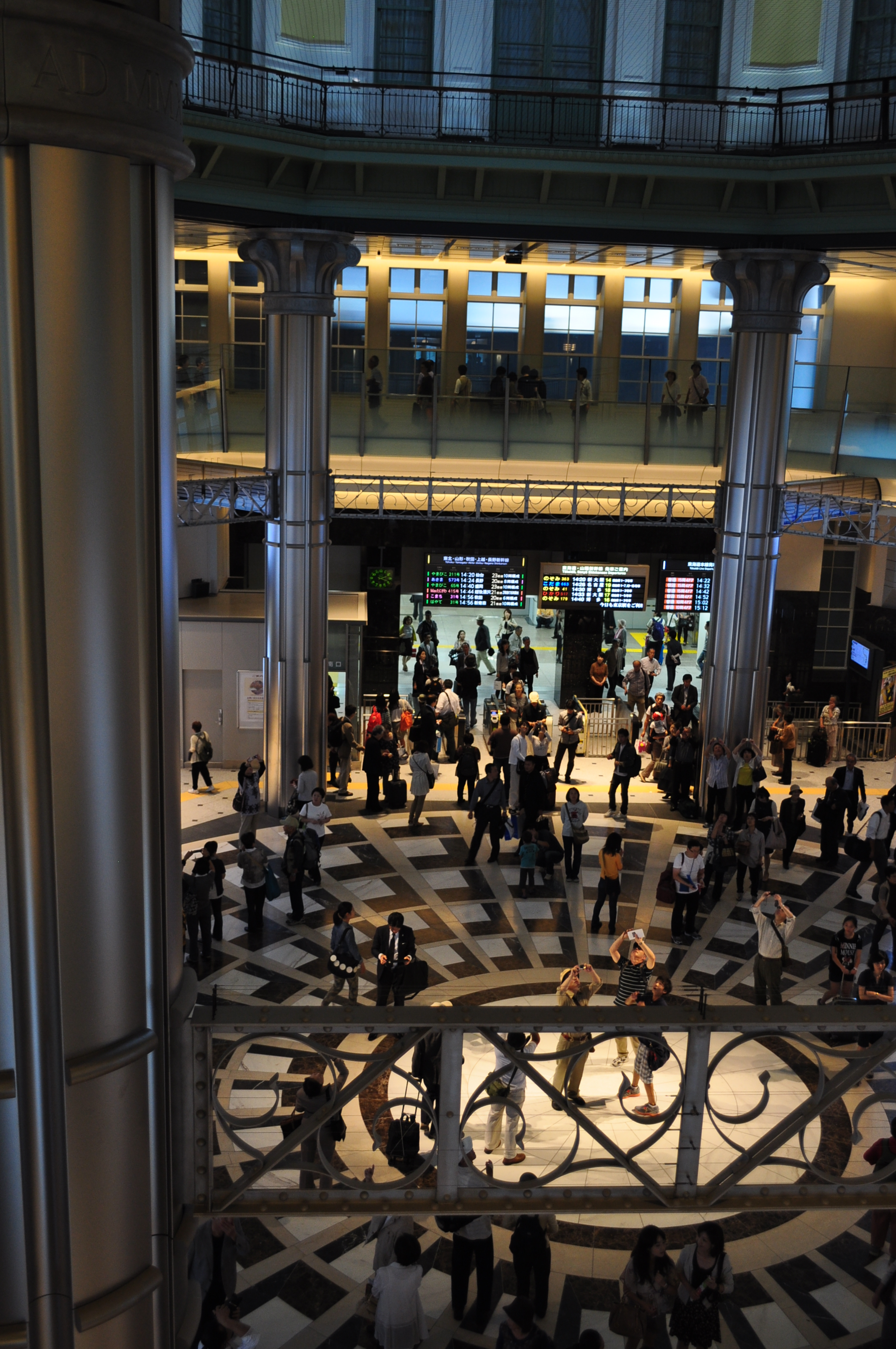
2階、丸の内南口改札を見る（2012年10月4日撮影）

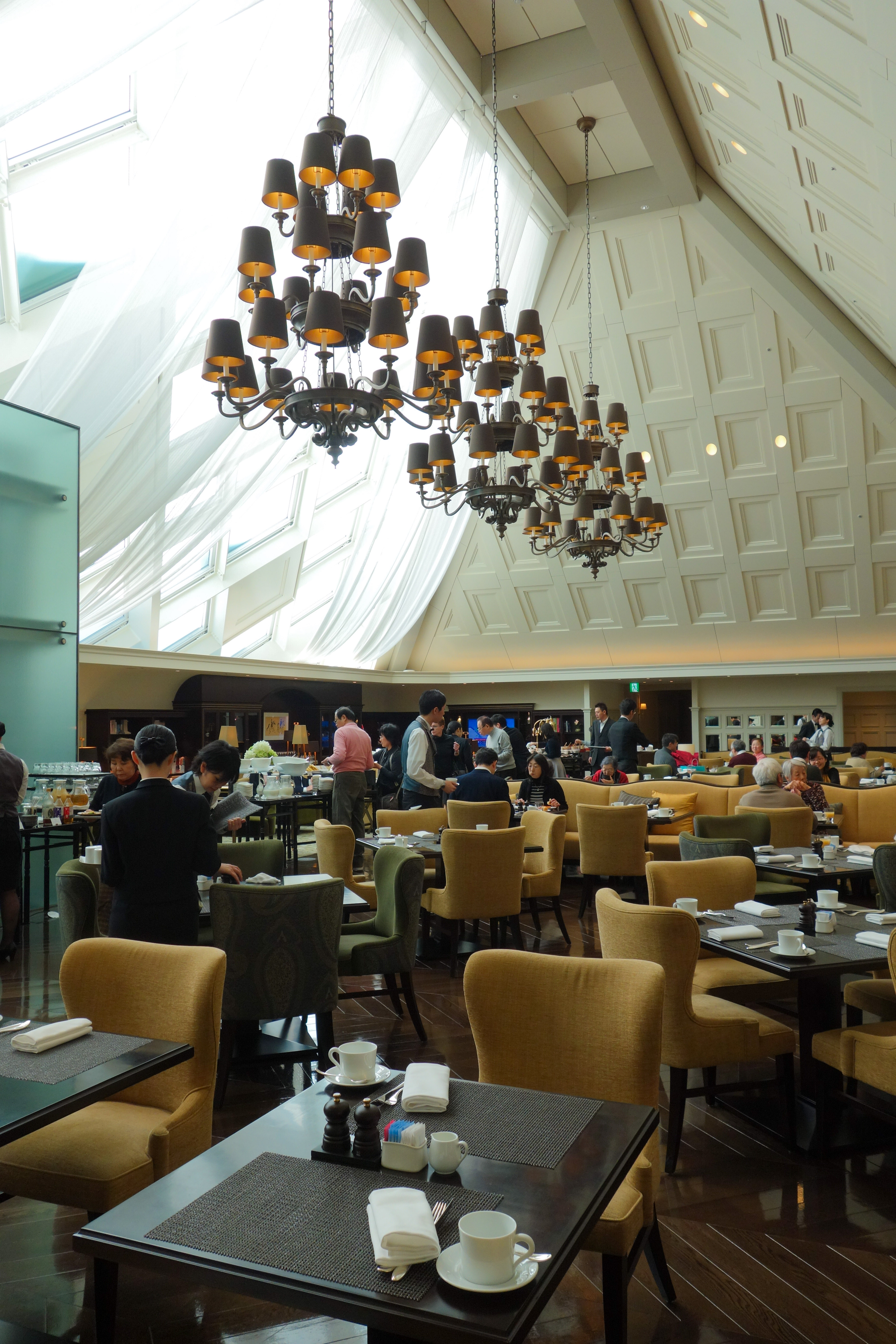
アトリウム
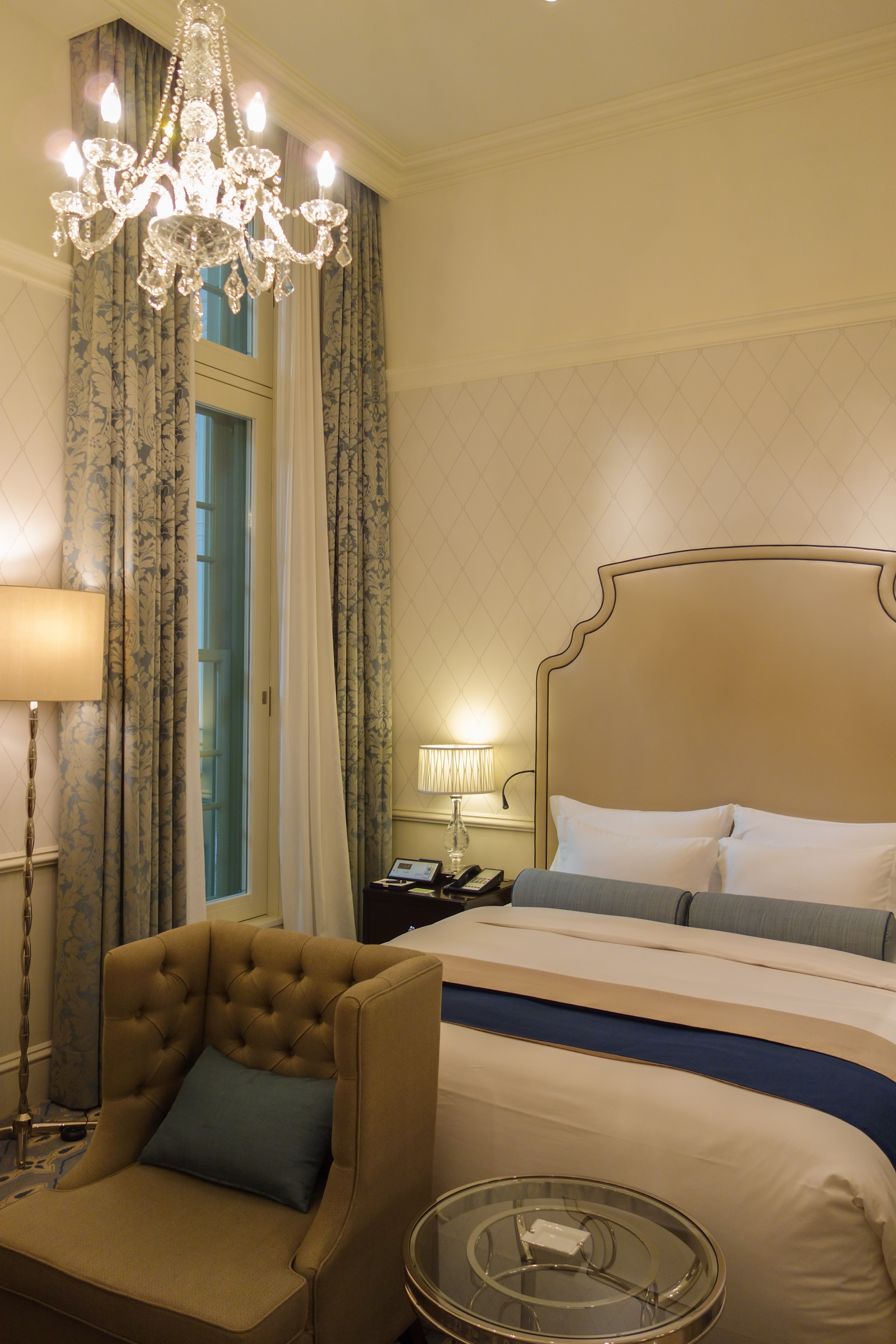
客室（ドームサイド）
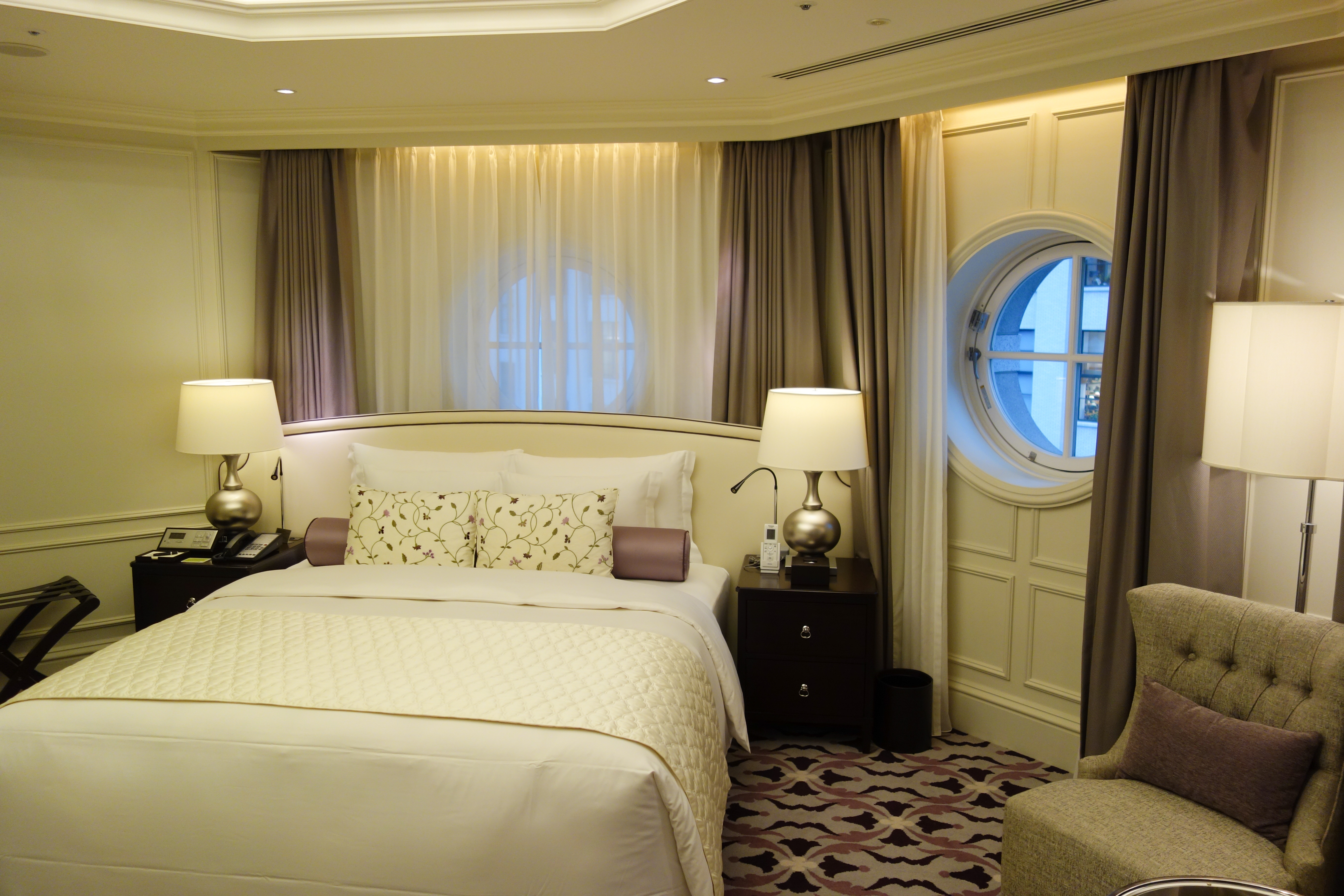
客室（メゾネットスイート、上階・ベッドルーム）
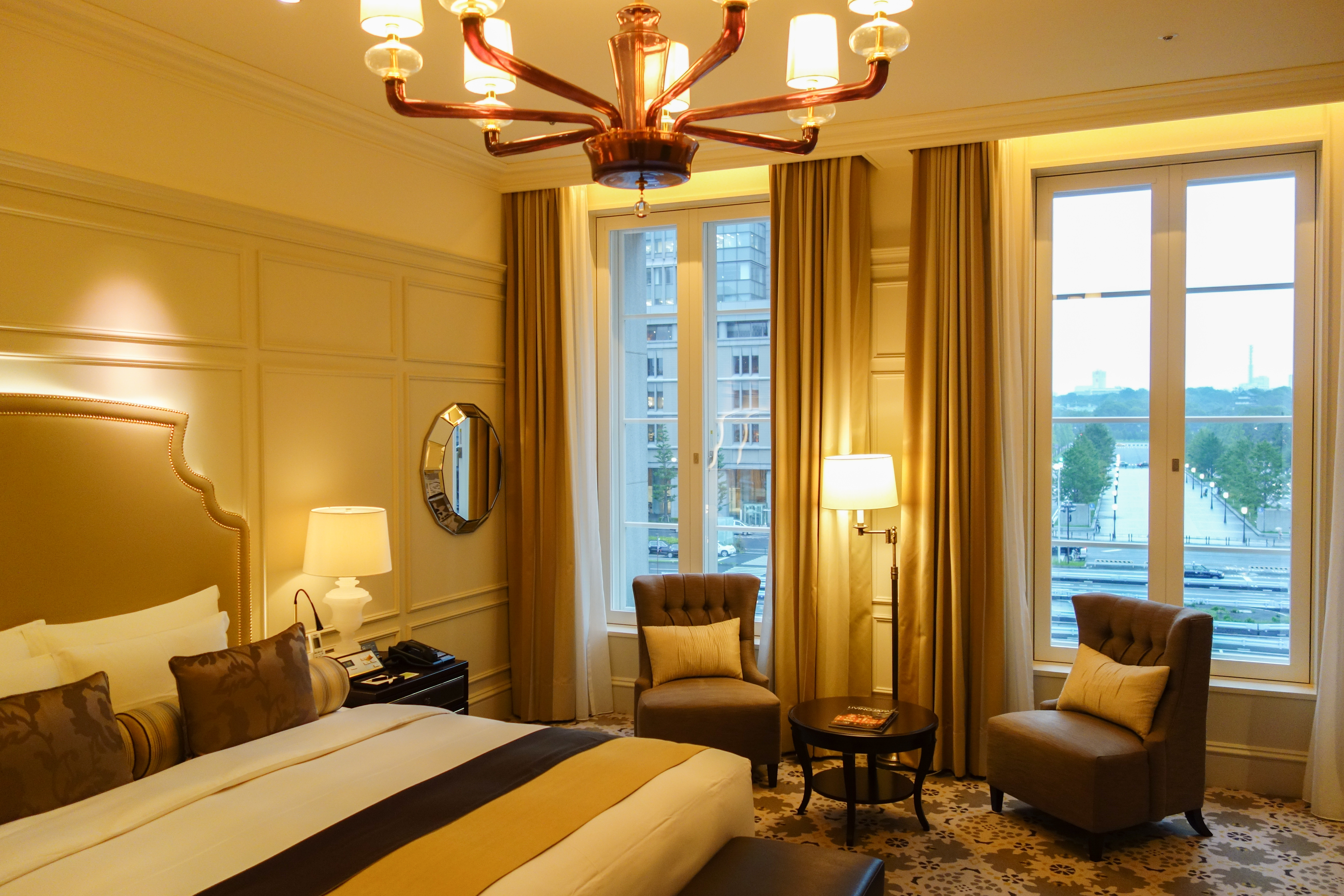
客室（ロイヤルスイート、ベッドルーム）
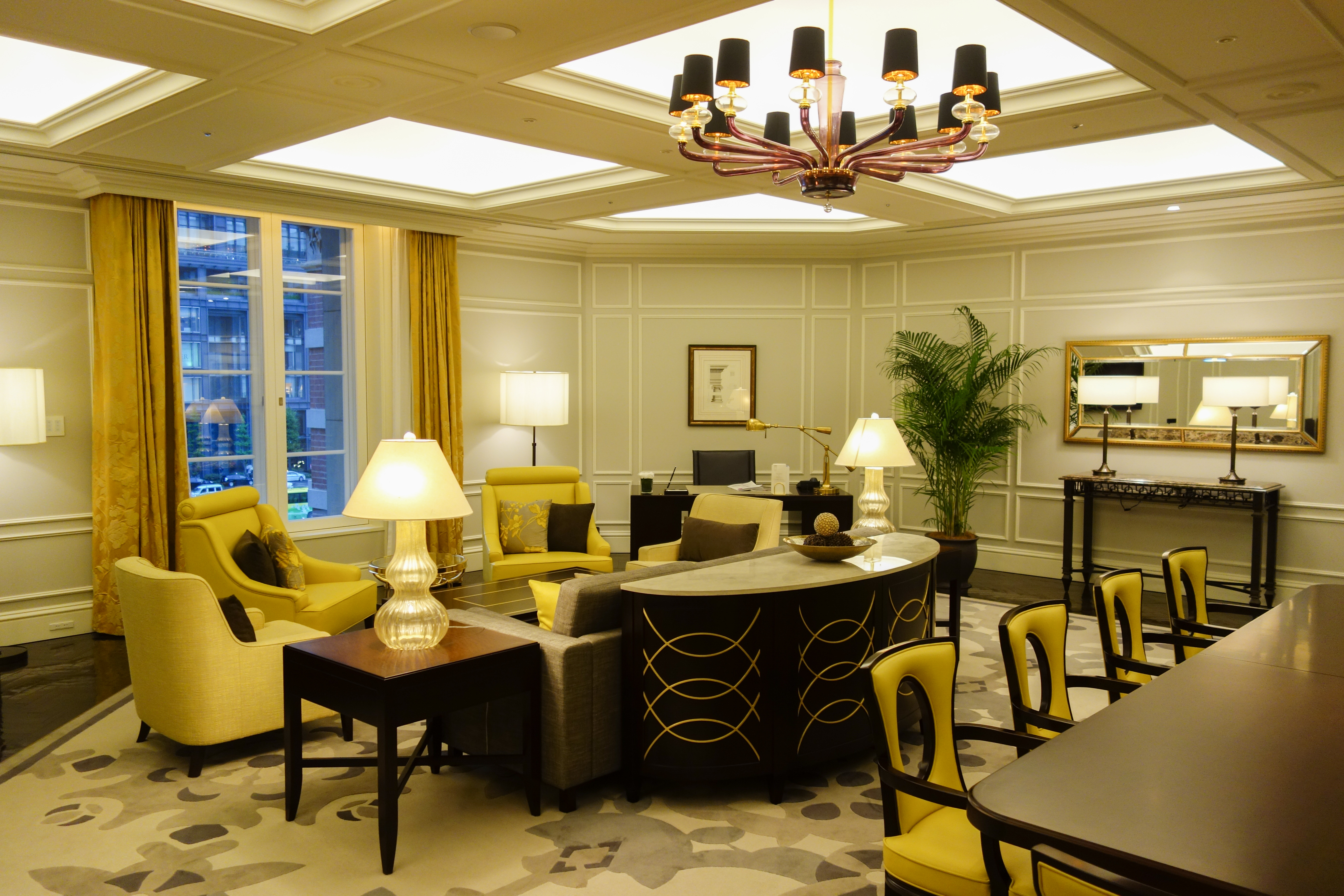
客室（ロイヤルスイート、リビング）
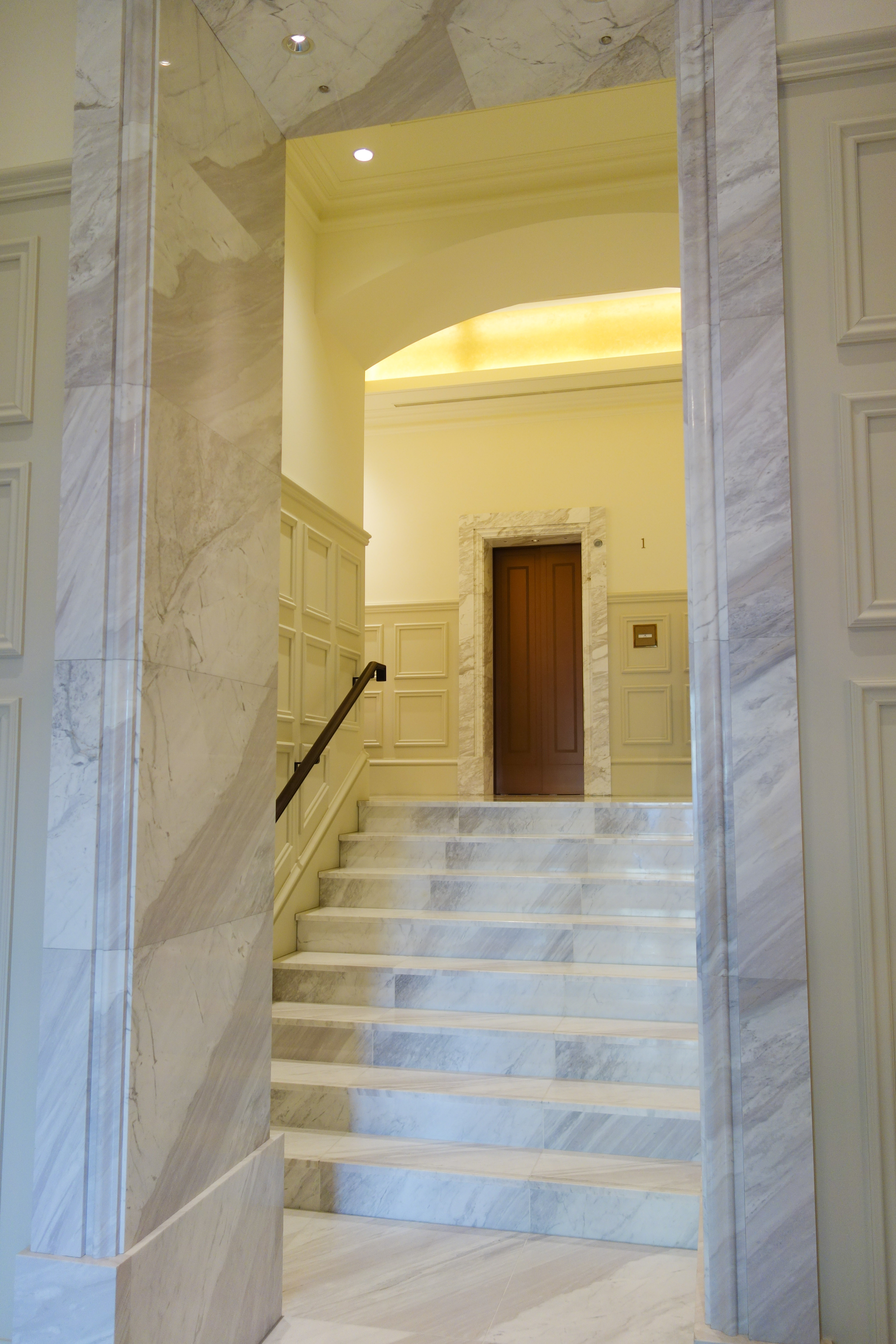
宿泊者専用エントランス

## ゆかりの著名人
- 金子直吉（旧202号室）
- 内田百閒（旧225号室）
- 江戸川乱歩（旧216号室・旧218号室）
- 川端康成（旧317号室）
- 石橋湛山（旧204号室・旧206号室）
- 松本清張（旧209号室）
- 森瑤子（旧207号室）